# Egense Sogn
Egense Sogn er et sogn i Svendborg Provsti (Fyens Stift).
I 1800-tallet var Egense Sogn et selvstændigt pastorat. Det hørte til Sunds Herred i Svendborg Amt. Egense sognekommune blev 
ved kommunalreformen i 1970 indlemmet i Svendborg Kommune.
I Egense Sogn ligger Egense Kirke.
I sognet findes følgende autoriserede stednavne:
- Egense (bebyggelse, ejerlav)
- Fisk-op Huse (bebyggelse, ejerlav)
- Hvidkilde (bebyggelse, ejerlav, landbrugsejendom)
- Lehnskov (bebyggelse, ejerlav, landbrugsejendom)
- Løvehave (areal)
- Rantzausminde (bebyggelse)
- Skovsbo (bebyggelse, ejerlav)
- Skovsbo Strand (bebyggelse)
- Tankefuld (areal, bebyggelse)
- Ærtevænge (bebyggelse)